# Дом Грейнджера (Марион, Айова)
Дом Грейнджера, также известный как Исторический музей Мариона и дом-музей Грейнджера, представляет собой историческое здание, расположенное в Марионе, штат Айова, США. Этот дом в викторианском итальянском стиле был построен около 1860 года Чарльзом Майерсом. Эрл Грейнджер купил дом в 1876 году, и он оставался в собственности его семьи до 1973 года. Грейнджер построил каретный сарай в 1879 году, а в следующем году пристроил пристройку к главному дому. Двухэтажное кирпичное здание имеет высоту 1+1/2 этажа, двускатную крышу, карнизы в квадратных скобках и арочные каменные перемычки над симметрично расположенными окнами. Парадное крыльцо не оригинальное. Дом Грейнджера является единственным отреставрированным семейным домом среднего класса в районе Сидар-Рапидс. Дом, в котором почти 100 лет жила одна семья, сохранил большую часть своей оригинальной мебели и оформлен так, чтобы отражать образ жизни успешной семьи среднего класса конца XIX века. Дом был внесен в Национальный реестр исторических мест в 1976 году.